# GEORIDE
GEORIDE（ジオライド）は、コンテライド（旧：デジターボ）が運営する日本のインディーズレーベルである。2008年に発足した。

## 概要
- ゲームソフトブランド、ニトロプラス関連の主題歌やサウンドトラックをリリースしている。また流通は作品によってレコード店流通（ダイキサウンドが担当）とソフトウェア流通（ホビボックスが担当）があり、後者はおもにパソコンゲームショップ及びアマゾンでしか取り扱わない。

## 所属アーティスト
- いとうかなこ
- カリキュラマシーン
- 木村世治
- Swinging Popsicle
- 滝沢乃南
- ワタナベカズヒロ
- 第一宇宙速度
- VERTUEUX
- GOATBED